# Hubert Schoonbroodt
Hubert Schoonbroodt (* 8. August 1941 in Eupen; † 5. Februar 1992 in Jalhay) war ein belgischer Organist, Oboist, Dirigent und Chorleiter.

## Leben
Hubert Schoonbroodt machte seine erste Ausbildung an der Oboe, als Jugendlicher am Konservatorium in Verviers, anschließend in Paris. Zurück in Belgien studierte er am „Lemmens Institut für Kirchenmusik“ in Löwen Orgel und setzte dieses Studium bei Pierre Froidebise am Lütticher Konservatorium fort. An der Schola Cantorum in Basel und bei Antoine Geoffroy-Dechaume (1905–2000) in Paris, vertiefte er seine Kenntnisse in Alter Musik. 1962 folgte er seinem Lehrer Froidebise auf dem Posten des Kapellmeisters und Organisten am „Großen Seminar“ in Lüttich. Seit 1964 war er erster Oboensolist des belgischen Nationalorchesters. 1969 erfolgte seine Ernennung zum Professor für Orgel am „Königlichen Konservatorium“ in Lüttich, hier zählte Bernard Foccroulle zu seinen erfolgreichsten Schülern. 10 Jahre später erhielt er die gleiche Berufung ans Konservatorium in Brüssel.
Schoonbroodt setzte sich für das Wiederentdecken der Werke vergessener belgischer, vor allem wallonischer Komponisten ein, unter anderen Lambert Chaumont, Henry Du Mont, Jean-Noël Hamal, Léonard de Hodémont, Pierre de la Rue, Pieter van Maldere, Lambert Pietkin. Zahlreiche dieser Werke führte er als Orgelsolist oder mit seinem 1975 gegründeten Kammerorchester Camerata Leodiensis auf oder spielte sie auf Tonträgern ein. Darüber hinaus leitete er von 1974 bis zu seinem Unfalltod das Königliche Männerquartett Eupen.
In den letzten Jahrzehnten seines Lebens war er ein international gefragter Orgelsachverständiger. Er betreute zahlreiche Restaurierungen historischer Orgeln in Belgien, Deutschland, Frankreich und den  Niederlanden. Er starb im Winter 1992 an den Folgen eines Verkehrsunfalls.
Zwei seiner Kinder sind ebenfalls international erfolgreiche Musiker: Aurore Schoonbroodt-Doise, Orgel und Violine, sowie Serge Schoonbroodt, Orgel und Gesang.
Im Rahmen der König-Baudouin-Stiftung wird alle zwei Jahre der Hubert-Schoonbroodt-Förderpreis für gelungene Restaurierungen historischer Orgeln in Wallonien oder Brüssel vergeben.

## Schüler
- Bernard Foccroulle
- Carlo Hommel
- Serge Schoonbroodt
- Hans-André Stamm